# Armenio medio
Armenio medio (Armenio: Միջին հայերէն or կիլիկեան հայերէն), también llamado armenio de Cilicia (aunque esto puede confundirse con dialectos modernos), corresponde al segundo período del armenio que se habló y escribió entre los siglos 12 y 18. Viene después de Graba (armenio clásico) y antes de Ashxarhabar (armenio moderno).
El armenio clásico era predominantemente una lengua flexiva y sintética, pero en el armenio medio, durante el período de influencia armenia moderna, las formas aglutinantes y analíticas influyeron en la lengua. En este sentido, el armenio medio es una etapa de transición del armenio antiguo al armenio moderno (Ashxarhabar). El armenio medio se destaca por ser la primera forma escrita de armenio que muestra cualidades de sonoridad de tipo occidental y por haber introducido las letras օ y ֆ, que se basaron en las letras griegas "ο" y "φ".

## Adiciones
La letra օ, basada en la letra griega ο, se añadió durante este período. Representa el sonido IPA /ↄ/ (vocal abierta media posterior redondeada). Aunque este es un fonema nativo en armenio, el sonido que normalmente lo representaría, ո solo lo dice en posiciones media y final. Inicialmente, ո representa /vↄ/. Por lo tanto, esta letra fue inventada para usarse solo en posiciones iniciales para representar el sonido /ↄ/ en sí. Todavía se utiliza hoy en día en el alfabeto armenio.
Durante este período se añadió la letra ֆ, basada en la letra griega φ. Representa el sonido IPA /f/ (fricativa labiodental sorda), que no es un fonema nativo en armenio. Sin embargo, prevalecía en palabras prestadas, por lo que era necesario utilizar una letra para escribirla. Todavía se utiliza hoy en día en el alfabeto armenio